# Órla Fallon
Órlagh ("Órla") Fallon, född 24 augusti 1974 i Knockananna, är en irländsk musiker med Anúna och var tidigare med i gruppen Celtic Woman. Hon spelar harpa och sjunger traditionell irisk musik, oftast på iriska. 
Órla Fallons debutalbum The Water is Wide, släpptes 2000.  2009 släppte hon en ny CD, Distant Shore.